# Аптон, Джастин
Джастин Ирвин Аптон (англ. Justin Irvin Upton, род. 25 августа 1987 года) — американский профессиональный бейсболист, играющий на позиции аутфилдера. В последнее время выступал за команду Главной лиги бейсбола «Сиэтл Маринерс». До прихода в «Падрес» он пять сезонов выступал за «Аризону Даймондбэкс», два года за «Атланту Брэйвз», один сезон в «Сан-Диего Падрес» и два сезона в «Детройт Тагерс». Аптон был выбран под первым номером на драфте МЛБ 2005 года «Аризоной Даймондбэкс». Он два раза участвовал в матчах всех звёзд МЛБ, а в 2011 и 2014 годах получал Silver Slugger Award.

## Профессиональная карьера
20 января 2013 года «Аризона Даймондбэкс» совершила обмен с «Атлантой Брэйвз» по которому Аптон и Крис Джонсон перешли в «Брэйвз» в обмен на Мартина Прадо, Рэндалла Дельгадо, Ника Ахмеда, Зика Спрюила и Брэндона Друри. В Атланте Аптон стал выступать вместе со своим братом Би Джеем Аптоном, который не за долго до этого также подписал контракт с «Брэйвз».
19 декабря 2014 года Брэйвс обменяли Аптона и Аарона Норткрафта в «Сан-Диего Падрес» на Макса Фрайда, Джейса Петерсона, Дастина Петерсона и Маллекса Смита. 6 июля 2015 года Аптон в третий раз в своей карьере был выбран для участия в матче всех звёзд МЛБ. 23 октября 2015 года Джастин вместе со Старлингтом Марте и Кристианом Йеличем стали финалистами в голосовании на награду Золотая ловушка. В сезоне же Аптон отбивал в среднем в 25,1 выходах на биту, выбил 26 хоум-ранов и набрал 81 RBI. По окончании сезона, 2 ноября 2015 года Джастин стал свободным агентом.
20 января 2016 года «Детройт Тайгерс» заключили с Аптоном шестилетний контракт на 132,75 млн долларов. Согласно этому договору, после двух лет Джастин может отказаться от оставшегося срока.
31 августа 2017 года «Тайгерс» обменяли Аптона и денежную компенсацию в «Лос-Анджелес Эйнджелс» на Элвина Родригеза.
21 мая 2022 года Аптон подписал контракт с «Сиэтл Маринерс» и 17 июня он дебютировал за свою новую команду. 22 июля «Маринерс» решили перевести игрока в свой фарм-клуб уровня ААА, однако тот отказался и стал свободным агентом.